# هنري أنطوان جاك
هنري أنطوان جاك (بالفرنسية: Henri-Antoine Jacques)‏ هو عالم نبات فرنسي، ولد في 1782 في شيل في فرنسا، وتوفي في 1866.